# Засеев, Сослан
Сослан Засеев — российский дзюдоист, призёр чемпионата России, победитель международных турниров, чемпион России среди юниоров, призёр чемпионата Европы среди юниоров.

## Спортивные результаты
- Первенство России по дзюдо 1995 года среди юниоров — ;
- Первенство Европы по дзюдо 1995 года среди юниоров — ;
- Международный турнир 1998 года, Тбилиси — ;
- Международный турнир 1999 года, Тбилиси — ;
- Чемпионат России по дзюдо 1999 года — ;